# Klaus Kobusch
Klaus Kobusch (Bielefeld, 15 de marzo de 1941-12 de marzo de 2025) fue un deportista alemán que compitió para la RFA en ciclismo en la modalidad de pista, especialista en la prueba de tándem.
Participó en dos Juegos Olímpicos de Verano, en la prueba de tándem, obteniendo una medalla de bronce en Tokio 1964 (haciendo pareja con Willi Fuggerer), y el quinto lugar en México 1968. Ganó una medalla de plata en el Campeonato Mundial de Ciclismo en Pista de 1966, también en el tándem.

## Medallero internacional
| Representando al Equipo Alemán Unificado |                 |                   |             |
| Juegos Olímpicos                         |                 |                   |             |
| Año                                      | Lugar           | Medalla           | Competición |
| 1964                                     | Tokio (Japón)   | Medalla de bronce | Tándem      |
| Representando a la RFA                   |                 |                   |             |
| Campeonato Mundial                       |                 |                   |             |
| Año                                      | Lugar           | Medalla           | Competición |
| 1966                                     | Fráncfort (RFA) | Medalla de plata  | Tándem (A)  |